# اریک استوارت
اریک استوارت (انگلیسی: Eric Stewart؛ زادهٔ ۲۰ ژانویهٔ ۱۹۴۵) خواننده، ترانه‌سرا، نوازنده گیتار و کیبورد و تهیه‌کننده موسیقی اهل انگلستان است. وی از سال ۱۹۶۰ میلادی تاکنون مشغول فعالیت بوده‌است.